# Sean Kotake
Sean Kotake (japanisch 小竹 知恩 Kotake Sean; * 14. April 2006 in Sano, Präfektur Tochigi) ist ein japanischer Fußballspieler.

## Karriere
Sean Kotake erlernte das Fußballspielen in der Jugend von Shimizu S-Pulse. Als Jugendspieler bestritt er für den Verein drei Spiele im Ligapokal. Am 1. Februar 2025 unterschrieb er bei Shimizu seinen ersten Profivertrag. Der Verein aus Shimizu spielt in der ersten Liga, der J1 League. Sein Erstligadebüt gab Sean Kotake am 29. März 2025 (7. Spieltag) im Heimspiel gegen Shonan Bellmare. Bei dem 3:0-Heimerfolg wurde er in der 87. Minute für Kengo Kitazume eingewechselt.